# Пайкич, Невен
Не́вен Па́йкич (англ. Neven Pajkic; род. 25 августа 1977, Сараево) — канадский боксёр-профессионал, выступающий в супертяжёлой весовой категории.

## Профессиональная карьера
Пайкич дебютировал на профессиональном ринге в ноябре 2005 года. Выходил на ринг с невысокой периодичностью как для новичка. В 2008 году победил по очкам Шейна Андрисена (10-1). Затем в апреле 2009 года победил по очкам американца, Николая Фирту (14-6-1). В октябре 2009 нокаутировал Эдварда Доусона (9-3). В январе 2010 года победил американца Джэйсона Гаверна.
Со статистикой 11-0, вышел на ринг с другим непобеждённым канадским боксёром, Гжегошем Келсой (11-0), в поединке за титул чемпиона Канады. Пайкич победил по очкам с большим преимуществом, но был проведён реванш, в котором Пайкич так же одержал победу.
В сентябре 2009 года, Пайкич победил Рафаэля Батлера.
12 ноября 2011 года Пайкич вышел на ринг за титул чемпиона британского содружества с непобеждённым британцем, Тайсоном Фьюри. Невен смог отправить в нокдаун Тайсона во 2-м раунде, но бой в итоге завершился победой Фьюри техническим нокаутом в 3-м раунде.
Более года Невен не выходил на ринг. 14 декабря 2012 года победил по очкам бывшего соперника Шейна Андрисена, и снова завоевал титул чемпиона Канады.